# Мосін Андрій Юрійович
Андрій Юрійович Мосін (рос. Андрей Юрьевич Мосин; 14 січня 1984, Долгодеревенське, РРФСР — 12 липня 2023, Україна) — російський офіцер, молодший лейтенант ПДВ РФ. Герой Російської Федерації.

## Біографія
Закінчив Долгодеревенську середню загальноосвітню школу і професійне училище, після чого працював охоронцем. В 2004 році призваний на дворічну строкову службу в ЗС РФ. Через рік перейшов на контрактну службу, служив снайпером розвідувальної роти  217-го парашутно-десантного полку в Іваново. Учасник анексії Криму та інтервенції в Сирію, бився в районі Алеппо. З 24 лютого 2022 року брав участь у вторгненні в Україну, командир взводу снайперів свого полку. Загинув у бою. Похований в Іваново.

## Нагороди
- Перше місце на чемпіонаті ПДВ з самбо (2010)
- Звання «Найкращий снайпер Росії», медаль і персональна снайперська гвинтівка за перемогу на всеросійських змаганнях зі стрільби (2011)
- Орден Мужності — нагороджений двічі.
- Георгіївський хрест 4-го ступеня
- Медаль «За зміцнення бойової співдружності»
- Медаль «За відзнаку у військовій службі» 3-го ступеня (10 років)
- Медаль «За повернення Криму»
- Медаль «Учаснику військової операції в Сирії»
- Звання «Герой Російської Федерації» (25 грудня 2023, посмертно) — «за мужність і героїзм, проявлені під час виконання військового обов'язку.»